# Hot in Cleveland
Hot in Cleveland è una sitcom trasmessa dal 2010 al 2015 sul canale statunitense TV Land, con Valerie Bertinelli, Jane Leeves, e Wendie Malick che impersonano tre veterane dell'industria cinematografica di Los Angeles. La serie diviene con il tempo lo show più visto di TV Land. In Italia, viene trasmessa in prima visione satellitare da Fox Life dal 19 aprile 2011. Il 17 novembre 2014 venne annunciato che la serie sarebbe terminata con la sesta stagione.

## Trama
Melanie, Joy e Victoria sono tre donne di Los Angeles che hanno cambiato stile di vita dopo che l'aereo, che doveva portarle a Parigi, per un guasto atterra a Cleveland in Ohio. In questa città trovano un'amichevole comunità che non ha nulla a che fare con gli arrivisti conosciuti a Los Angeles e, per questo, decidono di trasferirsi stabilmente a Cleveland, dove affittano un appartamento che però ha una custode davvero particolare di nome Elka. Le tre donne, alla disperata ricerca dell'uomo giusto, si scatenano in comicissime e irresistibili gag, grazie alla travolgente Elka, che le trascinerà episodio dopo episodio in un vortice di emozionanti avventure.

## Episodi
La serie, che è la prima serie originale scritturata dal canale TV Land, è stata trasmessa dal 16 giugno al 18 agosto 2010 registrando gli ascolti più alti mai avuti nella storia del canale via cavo. La sitcom è stata rinnovata per una seconda stagione composta da 22 episodi andati in onda a partire dal 19 gennaio 2011. Il 28 febbraio 2011, TV Land rinnovò la serie per una terza stagione composta da 24 episodi. e il 12 gennaio 2012 TV Land rinnovò nuovamante la serie. Il 20 marzo 2013 la serie venne rinnovata anche per una quinta stagione composta da 24 episodi, andati in onda a partire dalla primavera del 2014. Nel corso della quinta stagione, prima dell'episodio numero 100, TV Land ha nuovamente rinnovato la serie per una sesta stagione di 24 episodi.
| Stagione         | Episodi | Prima TV USA | Prima TV Italia |
| ---------------- | ------- | ------------ | --------------- |
| Prima stagione   | 10      | 2010         | 2011            |
| Seconda stagione | 22      | 2011         | 2011-2012       |
| Terza stagione   | 24      | 2011-2012    | 2013            |
| Quarta stagione  | 24      | 2012-2013    | inedita         |
| Quinta stagione  | 24      | 2014         | inedita         |
| Sesta stagione   | 24      | 2014-2015    | inedita         |

## Produzione
Lo show è stato ideato da Suzanne Martin (già ideatrice di Frasier e Ellen) e i suoi produttori esecutivi sono Sean Hayes e Todd Milliner, attraverso la loro compagnia di produzione, la SamJen Productions and Hazy Mills Productions; è inoltre prodotto dalla TV Land. La trama è stata ideata e sviluppata da Lynda Obst, il produttore esecutivo. La serie viene registrata con il pubblico dal vivo negli studi della CBS, a Los Angeles, usando un sistema Multi Camera.